# Las Piedras (Canelones)
Las Piedras ist eine Stadt in Uruguay.

## Geographie
Sie befindet sich im 4. Sektor des Departamento Canelones südlich der unmittelbar angrenzenden Stadt Progreso, die durch den im Osten Las Piedras entspringenden Arroyo Colorado von dieser getrennt wird, und wenige Kilometer nördlich der Hauptstadt Montevideo. Im Ostteil liegt zudem die Quelle des von dort nach Norden führenden Arroyo del Gigante. Außerhalb des Stadtgebietes in östlicher Richtung entstehen im Bereich zwischen Las Piedras und der Nachbarortschaft Villa Crespo y San Andrés der Arroyo Canelón Chico, der Arroyo de Toledo und sein Nebenfluss Piedritas, der Arroyo de Mendoza, der Arroyo Miguelete und der Arroyo de las Piedras. Letzterer bildet auf seinem weiteren Verlauf unter anderem die südliche Begrenzung Las Piedras’. Im Westteil der Stadt finden sich ferner die Quellen dreier kleinerer linksseitiger Nebenflüsse des Arroyo Colorado. Dies sind der de San Isidro, der Pírez und der de las Conchillas.

## Geschichte
Durch das Gesetz Nr. 7.837 wurde Las Piedras am 15. Mai 1925 in die Kategorie Ciudad eingestuft.
Bekannt geworden ist die Stadt vor allem durch die Schlacht bei Las Piedras, die hier am 18. Mai 1811 stattfand. Es war der erste militärische Erfolg von José Gervasio Artigas, dem Nationalhelden Uruguays. Die anschließend gemeinsam mit argentinischen Streitkräften unternommene Belagerung von Montevideo musste jedoch wegen der Intervention portugiesisch-brasilianischer Truppen erfolglos abgebrochen werden. Der 18. Mai ist in Uruguay ein Feiertag (Schlacht bei Las Piedras).

## Infrastruktur

### Verkehr
Las Piedras liegt an der Straße Ruta 5. Zudem führen die Ruta 32, Ruta 48, die Ruta 66, die Ruta 67, die Ruta 68 und die Ruta 69 zum oder am Stadtgebiet vorbei. Von Süden nach Norden verläuft die Bahnstrecke Montevideo–Paso de los Toros mit mehreren Haltepunkten in der Stadt.

### Bildung
Las Piedras verfügt über mehrere weiterführende Schulen (Liceo):
- Liceo N° 1 “Manuel Rosé”
- Liceo N° 2 “Germán Cabrera”
- Liceo N° 3 “Obelisco-Batalla de las Piedras”
- Liceo N° 4 “Prof. Vivián Trías”
- Liceo N° 5

### Gesundheitswesen
Las Piedras ist Sitz des Hospital de Las Piedras “Dr. Alfonso Espínola” UE. 062.

### Freizeit
Las Piedras verfügt auch über mehrere Veranstaltungsstätten für sportliche Wettbewerbe. So finden sich hier das 2002 errichtete und im Oktober 2009 wiedereröffnete 12.000 Zuschauer fassende Estadio Municipal del Parque Artigas, in dem derzeit rund 3000 Sitzplätze vorhanden sind,
das Estadio San Francisco sowie die Pferde-Rennbahn Hipódromo de Las Piedras.

### Sehenswürdigkeiten
Im rund 15 Hektar großen Parque Artigas befindet sich – neben den dort angepflanzten Bäumen wie etwa Eucalyptus, Lapachos, Timbós, Anacahuitas oder Ibirapitás – seit 1911 das vom Bildhauer Juan Manuel Ferrari erschaffene Denkmal an die Schlacht von Las Piedras, das Monumento a la Batalla de Las Piedras, in Form eines Obelisken. Ferner liegt an der Plaza José Batlle y Ordóñez die 1868 errichtete Kirche San Isidro, die als eine der ersten des Landes gilt. Zu den bedeutenden Bauwerken der Stadt zählt überdies die aus dem 19. Jahrhundert stammende Bosch-Mühle (Molino de Bosch), die letzte von ehemals 18 Windmühlen auf dem Gebiet des Departamentos Canelones.
Das Museo de la Uva y el Vino ist ein Weinbaumuseum.

### Friedhof
Der westliche Teil der Stadt beherbergt den städtischen Friedhof (Cementerio Municipal) von Las Piedras, der innerhalb einer von einer gelben Mauer umgebenen quadratischen Fläche untergebracht ist. Neben Erd- und Urnengräbern finden sich hier auch klassische Familiengräber mit Grabkapellen.

## Einwohner
Mit 61.306 Einwohnern (Stand: 2023) ist sie gemessen an der Bevölkerungszahl die zweitgrößte Stadt im Departamento.
| Jahr | Einwohner |
| ---- | --------- |
| 1963 | 41.921    |
| 1975 | 53.331    |
| 1985 | 58.283    |
| 1996 | 66.584    |
| 2004 | 69.222    |
| 2011 | 71.268    |
| 2023 | 61.306    |

Quelle: Instituto Nacional de Estadística (Uruguay)

## Stadtverwaltung
Bürgermeister (Alcalde) von Las Piedras ist Wilfredo R. Guadalupe (Frente Amplio [FA]; Stand: 2008).

## Sport
In Las Piedras ist der Fußballverein Juventud beheimatet, der in der Saison 2013/14 in der höchsten Spielklasse Uruguays, der Primera División, spielte.

## Söhne und Töchter der Stadt
- Walter Acosta (* 1935), Schauspieler, Theaterregisseur und Dramaturg
- Agustín Ale (* 1995), Fußballspieler
- Edgardo Arias (* 1964), Fußballtrainer
- Jorge Barrios (* 1961), Fußballspieler und -trainer
- Santiago Bellini (* 1996), Fußballspieler
- Mauricio Bruzzone (* 1985), Fußballspieler
- Germán Cabrera (1903–1990), Bildhauer
- Berugo Carámbula (* 1945), Schauspieler
- Marcos Carámbula (* 1947), Politiker und Lungenarzt
- Lorenzo Carrabs (* 1954), Fußballspieler und -trainer
- Néstor Del Río (* 1992), Fußballspieler
- Emiliano Denis (* 1991), Fußballspieler
- Matías Duffard (* 1989), Fußballspieler
- Santiago Franco (* 1999), Fußballspieler
- Miguel Lavié (* 1986), Fußballspieler
- Marcelo Marticorena (* 1993), Fußballspieler
- Jorge Andrés Martínez (* 1983), Fußballspieler
- Richard Morales (* 1975), Fußballspieler
- Martín Peula (* 1983), Fußballspieler
- Juan Pintado (* 1997), Fußballspieler
- Heber Ratti (* 1994), Fußballspieler
- Facundo Rodríguez (* 1993), Fußballspieler
- Nicolás Royon (* 1991), Fußballspieler
- Lucas Ruiz Alonso (* 1996), Fußballspieler
- Fabricio Santos (* 1993), Fußballspieler
- Julio Sosa (1926–1964), Musiker und Sänger
- Gerardo Ubiría Suárez (* 1950), Schriftsteller und Journalist